# Paper vitel·la

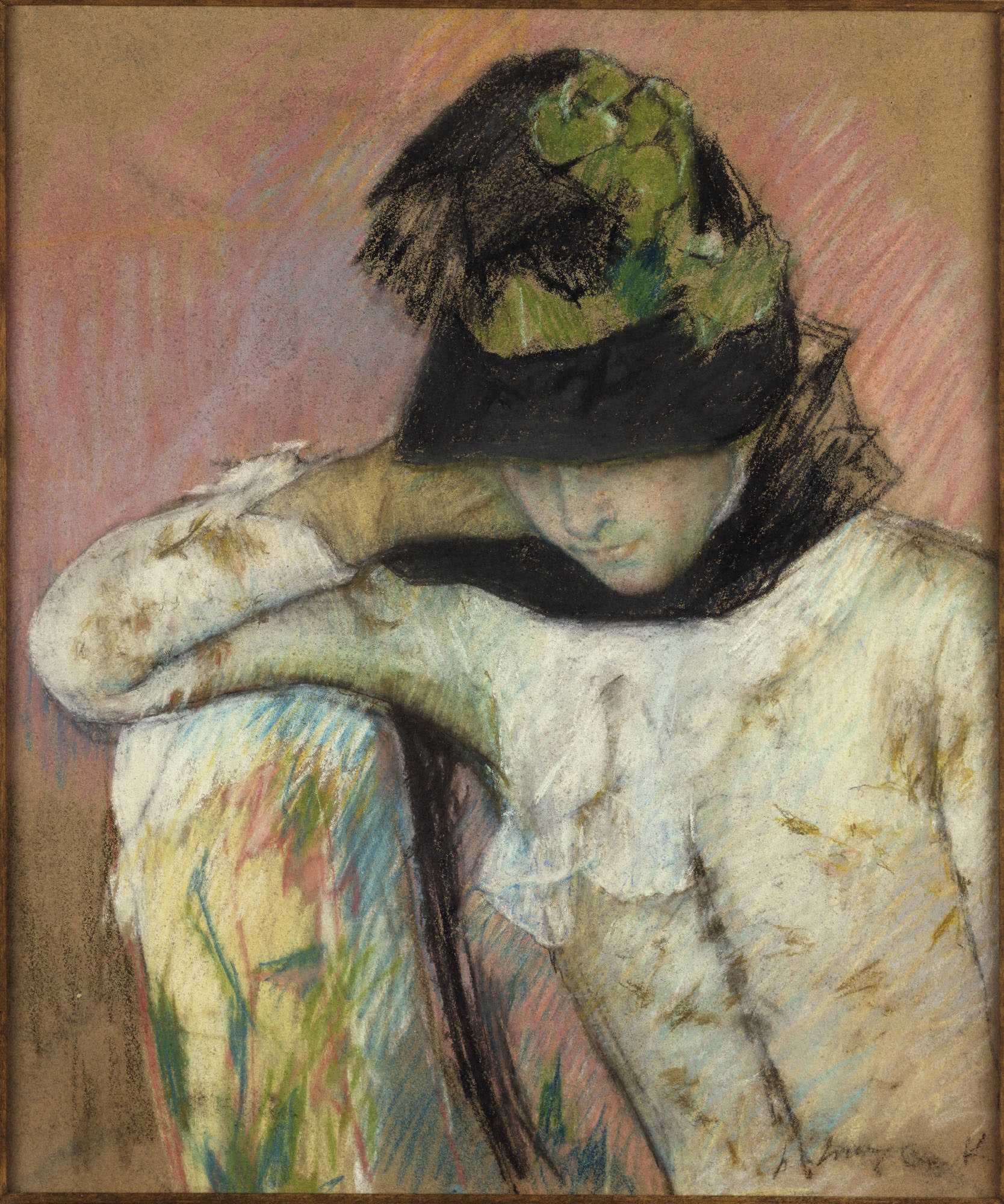
Mary Cassatt, Dona jove amb capó negre i verd, 1890, pastel sobre paper vitel·la marró, Museu d'Art de la Universitat de Princeton

El paper vitel·la (originalment en francès, vélin) és un tipus de paper llis i sense gra, de primera qualitat, fet gairebé exclusivament amb pasta de drap. Es fa servir en l'àmbit artístic per a gravats i edicions de luxe. Tanmateix, la seva versió de menys qualitat és la predominant avui dia en moltes arts gràfiques manuals.

## Història
Va ser creat fa segles a Orient, i va ser posteriorment introduït a Anglaterra, Europa i les colònies americanes a mitjans del segle xviii. El paper vitel·la fet a mà es va produir per primera vegada utilitzant un motlle de fusta que contenia una vitel·la (tela de filferro) de llautó finament teixit, sobre la que s'aplicava i s'assecava la pasta de paper, creant una superfície llisa i uniforme. Abans de mitjans del segle xix, la pasta de paper estava formada per draps de cotó i lli que es barrejaven amb aigua i es reduïen a un material fibrós que s'aplicava al motlle.
L'aspecte del paper vitel·la difereix de la del paper verjurat, que té una superfície més texturada a causa de la manera com es construeix la malla de filferro al motlle de paper. El patró verjurat tradicional consisteix en una sèrie de línies espaciades amples (línies de cadena) paral·leles als costats més curts del full i línies més juntes (línies traçades) perpendiculars a les línies de cadena.
Mentre que la tècnica de fabricació del paper vitel·la a l'Orient es va originar utilitzant materials naturals com la tela i el bambú per crear malla dins del motlle, el paper vitel·la del segle XVIII va modernitzar aquest procés usant malla teixida de filferro. Sembla que l'inventor de la tècnica de fabricació de paper vitel·la amb filferro va ser James Whatman (1702-1759) de Kent, Anglaterra.
Durant aproximadament 500 anys, els fabricants de paper europeus només podien produir paper verjurat. El 1757, John Baskerville va imprimir la seva famosa edició de Virgili en aquest nou tipus de paper llis. Ara se sap que el paper vitel·la utilitzat a l'edició especial de Virgili de Baskerville va ser fet per James Whatman.
La introducció als Estats Units del paper vitel·la va arribar de les mans de Benjamin Franklin, qui, durant la seva estada a Anglaterra de 1757 a 1762, es va fer amic de John Baskerville, visitant la seva oficina a Birmingham en diverses ocasions. Baskerville va ser molt respectat per les seves contínues millores en tipus de lletra, maquinària de premsa, tinta d'impressió i paper vitel·la a mitjans i finals de la dècada de 1750. Franklin va obtenir fins a sis còpies del Virgili de Baskerville directament de la font, moment en què els historiadors del paper creuen que Franklin va tenir coneixença del paper vitel·la.

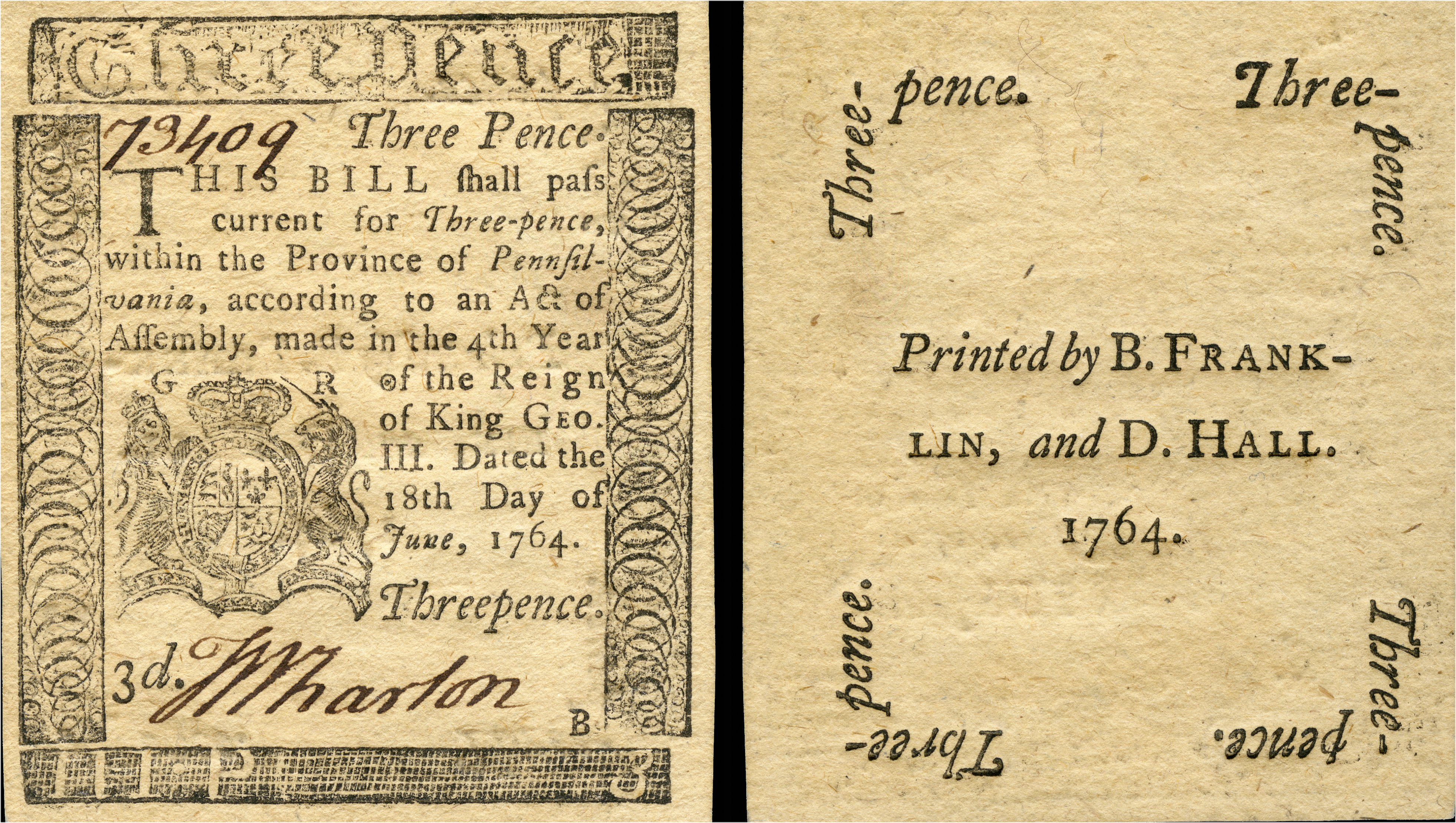
1764 moneda colonial sobre paper vitel·la, impresa per Franklin & Hall; Filadèlfia, PA.

Quan Franklin va tornar a les colònies americanes el 1762, va decidir utilitzar aquest nou tipus de paper per primer cop per imprimir moneda colonial a Filadèlfia. Exemples de l'ús de Franklin del paper vitel·la en moneda apareixen ja el 1764. El bitllet en concret de la imatge, datat el 18 de juny de 1764, imprès per Benjamin Franklin i David Hall, va ser emès a la província de Pennsilvània. Franklin es va convertir en un gran defensor d'aquest tipus de paper de més qualitat, i se li atribueix la introducció del paper vutel·la a França el 1777.
Amb l'establiment de la màquina paperera (1807), la fabricació de paper sobre una base de teixit meràl·lic esdevindrà l'estàndard predominant al món, i el paper verjurat quedarà relegat a certs usos especialitzats, com el de suport de dibuixos al carbó. Avui més del 99% del paper mundial es fa d'aquesta manera.